# Vassili Anissimov
Vassili Vassilievitch Anissimov, né à Almaty le 19 septembre 1951, est un homme d'affaires milliardaire russe. 
Dans les années 1990, il possède des banques et des usines d'aluminium, puis vend tout en 2000. Il est depuis promoteur immobilier. 

## Biographie

### Jeunesse
Anissimov est né à Almaty, en RSS du Kazakhstan le 19 septembre 1951,. Anissimov est titulaire d'une licence de l'Institut d'économie nationale Alma-Ata.  

### Carrière
De 1986 à 1989, il est directeur général d'un grossiste en matériel informatique basé à Moscou, Roskhoztorg.  
Dans les années 1990, il possède des banques et des usines d’aluminium, dont Metalloinvest.  
En 2000, après avoir été poursuivi par son compatriote milliardaire russe Mikhaïl Khodorkovski, Anissimov liquide la plupart de ses avoirs.  En 2004, Anissimov redevient copropriétaire de Metalloinvest avec ses partenaires Alicher Ousmanov et Andreï Skotch.  Il se tourne ensuite vers l'immobilier. 
Sa richesse provient d’investissements dans Metalloinvest et dans sa société immobilière, Coalco.  
Il est un ami d’Arkadi Rotenberg et dirige la Fédération de judo russe,. 
Anissimov est l'un des nombreux oligarques russes visés dans la loi CAATSA (Countering America’s Adversaries Through Sanctions Act), promulguée par le président Donald Trump en 2017,. 
En 2019, il est classé 1 425e dans la liste Forbes des milliardaires.

### Vie privée
Anissimov est divorcé. Il était marié à Galina Anissimova. Il a quatre enfants, Galina, Anna, Alexandra et Angelika.  Leur fille, Galina, a été assassinée avec son mari, Alexander Nalimov, tous deux trouvés exécutés à leur domicile à Ekaterinbourg en 2000,. La demi-sœur de Galina, Anna Anissimova, est une mondaine et ancienne mannequin qui a été surnommée « la Paris Hilton russo-américaine ». 
Il vit à Moscou, en Russie et parfois à New York. Il a également vécu en Suisse avant de quitter le pays en 2017. 
Il possède un yacht, le Saint Nicolas et un jet privé Bombardier Global 6000.